# 乙訓寺
乙訓寺（おとくにでら）は、京都府長岡京市今里にある真言宗豊山派の寺院。山号は大慈山。本尊は合体大師像。牡丹寺として知られ、空海（弘法大師）と最澄（伝教大師）が初めて出会った。

## 歴史
寺伝では推古天皇の勅命により聖徳太子が建立したといわれている古刹である。創建の正確な事情や時期は未詳であるが、境内出土の瓦の年代から長岡京造営以前、奈良時代の創建と推定されている。継体天皇の弟国宮（乙訓宮）の跡地であるともいう。
延暦3年（784年）に桓武天皇が長岡京を造営した際には都の地鎮として大規模に増築されている。
延暦4年（785年）9月に造長岡宮使の藤原種継が暗殺されるという事件が起きたが、桓武天皇の弟である早良親王にその首謀者の嫌疑がかけられ、早良親王は当寺に幽閉されている。
弘仁2年（811年）11月には、空海が嵯峨天皇から別当に任じられ、荒廃した伽藍の修理造営を行なった。早良親王の怨霊を鎮めるためであったとも考えられている。空海が境内に実った柑子（蜜柑の原種）に漢詩を添えて嵯峨天皇に献上したことが『性霊集』に記録されている。この時の柑子の子孫と伝わる木が今も境内に植えられている。翌弘仁3年（812年）10月27日、最澄が当寺にいる空海に、より深い密教の教えを聞くために訪れ、両界曼荼羅を前に密教の法論を交わした。両者が対面するのはこれが初めてのことである。
宇多法皇は当寺を行宮にすると堂塔を整備している。このため、当寺は別名を法皇寺とも称した。
室町時代、当寺には12の僧坊があったという。隣接する長岡京市立長岡第三小学校の大部分は当寺の敷地であった。しかし、内紛が発生すると足利義満はそれに介入して僧徒を追放し、南禅寺の伯英禅師に与えて南禅寺の傘下に入れられた。
永禄年間（1558年 - 1569年）には織田信長による兵火によって焼失し衰微したが、元禄年間（1688年 - 1704年）に江戸・護持院の住持である隆光が将軍徳川綱吉より当寺を貰い受けて住持になると復興に着手した。元禄6年（1693年）には綱吉より寺領百石を寄進され、徳川家の祈祷寺となっている。隆光は当寺をもとの真言宗に改宗すると、乙訓寺法度の制定を行い、元禄8年（1695年）には綱吉の母・桂昌院らの寄進によって堂宇を再建した。
今でこそ牡丹の寺として有名であるが、牡丹を植生する前の往年は寂しい佇まいの寺であった。現在、真言宗豊山派総本山である長谷寺より2,000株の牡丹が移植されている。見頃は4月中旬から下旬。

## 境内
- 本堂（長岡京市指定有形文化財） - 江戸時代の建立。本尊は八幡神と弘法大師の像が合体したという合体大師像である。
- 鐘楼（長岡京市指定有形文化財） - 江戸時代の建立。
- 十三重石塔
- 弘法大師像
- 鎮守八幡社（長岡京市指定有形文化財） - 江戸時代の建立。
- 庫裏
- 東門（長岡京市指定有形文化財） - 江戸時代の建立。
- 牡丹の庭
- 山門（長岡京市指定有形文化財） - 南門。江戸時代の建立。

## 文化財

### 重要文化財
- 木造毘沙門天立像 - 平安時代後期。
- 木造十一面観音立像-鎌倉時代（文永5年（1268））[5]

### 京都府暫定登録有形文化財
- 乙訓寺文書 一括

### 長岡京市指定有形文化財
- 本堂 附：宮殿
- 鎮守八幡社
- 鐘楼
- 表門（南門）
- 裏門（東門）附：棟札2枚 - 元禄8年（1695年）。
- 古市村・神足村実相院領絵図写 1舗
- 古市村・神足村実相院領絵図 2舗 附：古市村・神足村乙訓寺領絵図 1舗

### 長岡京市指定天然記念物
- 乙訓寺のモチノキ - 樹齢400年から500年。

### その他
- 講堂跡 - 長岡京市立長岡第三小学校校庭に埋没保存。
- 乙訓寺窯跡

## 前後の札所
京都洛西観音霊場
5 三鈷寺　-　6 乙訓寺　-　7 光明寺

## アクセス
- 阪急電鉄京都本線長岡天神駅より徒歩15分またはバス
- 西日本旅客鉄道東海道本線（JR京都線）長岡京駅より徒歩40分またはバス

## 周辺
- 光明寺
- 京都西山短期大学
- 長岡天満宮